# Opoziční blok
Opoziční blok (ukrajinsky Опозиційний блок) je ukrajinská politická strana, založená v roce 2010. Větší popularitu získala v roce 2014, kdy sjednotila politické proudy, které stály v opozici k Euromajdanu. Ve volbách do Verchovné rady 2014 získal Opoziční blok 40 křesel.[zdroj?]

## Ideologie
Strana se hlásí k sociálnímu liberalismu a ochraně práv ruského jazyka. V mezinárodní politice je pro neutralitu a odmítá členství země v NATO. Je pro mírové řešení konfliktu na Ukrajině a pro vyjednávání s Ruskem. Nesouhlasí ale s anexí Krymu a je pro zachování hranic Ukrajiny z roku 1991.